# Irit Dinur
Irit Dinur (en hebreu: אירית דינור) és una matemàtica israeliana. És professora d'informàtica a l'Institut Weizmann de Ciència. La seva recerca és en els fonaments de la informàtica i en combinatòria, i especialment en demostracions probables per probabilitat i en duresa d'aproximacions.

## Biografia
Irit Dinur va obtenir el seu doctorat al 2002 a l'escola d'informàtica de la Universitat de Tel-Aviv, sota el mentoratge de Shmuel Safra; la seva tesi duia per títol On the Hardness of Approximating the Minimum Vertex Cover and The Closest Vector in a Lattice. Va unir al Institut Weizmann després de visitar l'Institut d'Estudis Avançats de Princeton a Princeton, Nova Jersey, NEC, i la Universitat de Califòrnia, Berkeley.
Dinur va publicar l'any 2006 una demostració nova del teorema de PCP que era significativament més senzilla que demostracions anteriors del mateix resultat.

## Premis i reconeixements
El 2007, se li va donar el Premi Memomrial Michael Bruno en Informàtica de la mà de Yad Hanadiv. L'any 2012, va ser conferenciant del plenari del Congrés Internacional de Matemàtics. Al 2012, va guanyar el Premi Anna i Lajos Erdős en Matemàtiques, donat per la Unió Matemàtica d'Israel. Va ser William Bentinck-Smith Fellow de la Universitat Harvard del 2012–2013. Al 2019, va guanyar el Premi Gödel pel seu article "El teorema de PCP per amplificació de buit".